# Sân bay quốc tế Minneapolis−Saint Paul
Sân bay quốc tế Minneapolis-Saint Paul (IATA: MSP, ICAO: KMSP, LID FAA: MSP) là sân bay lớn nhất và bận rộn nhất ở vùng năm bang Upper Midwest gồm Minnesota, Iowa, South Dakota, North Dakota, và Wisconsin.
Tính về lượng hành khách, sân bay quốc tế Minneapolis-Saint Paul xếp thứ 15 trong các sân bay ở Hoa Kỳ trong năm 2009, và là sân bay xếp thứ 30 trong các sân bay thế giới trong năm 2008. Là một sân bay hỗn hợp quân sự và dân dụng, sân bay này cũng có Minneapolis-Saint Paul International Airport Joint Air Reserve Station, hỗ trợ cả hoạt động bay Air Force Reserve Command và Air National Guard. Các hãng hàng không hoạt động tại sân bay Minneapolis/St. Paul kết nối 134 điểm đến bay thẳng từ sân bay này, bao gồm 120 tuyến nội địa và 14 tuyến quốc tế.
So với các khu vực đô thị tại Hoa Kỳ, thành phố này chỉ sau Denver về số tuyến bay thẳng bình quân trên đầu người.
Sân bay, bao gồm cả tòa nhà ga hành khách, chủ yếu là nằm ở khu vực ấn định điều tra dân số-Fort Snelling trong một khu vực chưa hợp nhất ở quận Hennepin, phần nhỏ của sân bay trong phạm vi thành phố Minneapolis. Sân bay này đối diện thành phố St. Paul bên kia sông Mississippi. Lối ra của nhà ga sân bay chỉ vài phút là Mall of America.
Đây là sân bay trung tâm lớn thứ ba cho Delta Air Lines và đồng bằng sông kết nối các đối tác Compass Airlines, Mesaba Airlines, và Pinnacle Airlines (với Compass và Mesaba có trụ sở gần đó). Nó cũng phục vụ như sân bay nhà của Sun Country Airlines. Champion Air đặt tại sân bay quốc tế Minneapolis-Saint Paul, cho đến khi các hãng hàng không ngừng hoạt động tháng 5 năm 2008. Delta Air Lines chiếm hơn 80% lưu lượng hành khách của sân bay. Nó được điều hành bởi Ủy ban sân bay Metropolitan, cũng xử lý hoạt động của sáu sân bay nhỏ hơn trong khu vực.

## Hãng hàng không và tuyến bay
| Hãng hàng không      | Các điểm đến | Ga-Hành lang                 |
| -------------------- | --- | ---------------------------- |
| Air Canada Express   | Toronto–Pearson | 1-E                          |
| Air France           | Theo mùa: Paris–Charles de Gaulle | 1-G                          |
| Alaska Airlines      | Sân bay quốc gia Ronald Reagan Washington, Seattle/Tacoma | 1-E                          |
| American Airlines    | Sân bay quốc gia Ronald Reagan Washington, Chicago–O'Hare, Dallas/Fort Worth, Miami | 1-E                          |
| American Eagle       | Washiongton-Ronald Reagan, Chicago–O'Hare | 1-E                          |
| Condor               | Theo mùa: Frankfurt | 2-H                          |
| Delta Air Lines      | Amsterdam, Anchorage, Atlanta, Austin, Baltimore, Billings, Bismarck, Boise, Boston, Bozeman, Cancún, Charlotte, Chicago–Midway, Chicago–O'Hare, Dallas/Fort Worth, Denver, Detroit, Duluth, Fargo, Fort Lauderdale, Fort Myers, Grand Rapids, Hartford, Houston‑Intercontinental, Indianapolis, Kansas City, Las Vegas, London–Heathrow, Los Angeles, Madison, Memphis, Miami, Milwaukee, Missoula, Nashville (bắt đầu từ ngày 5/5/ 2015), New York–JFK, New York–LaGuardia, Newark, Omaha, Orange County, Orlando, Paris‑Charles de Gaulle, Philadelphia, Phoenix, Portland (OR), Sacramento, Salt Lake City, San Diego, San Francisco, San Jose (CA), Seattle/Tacoma, Sioux Falls, Spokane, St. Louis, Tampa, Tokyo–Narita, Washington–National Theo mùa: Albany, Albuquerque, Calgary, Columbus (OH), Cozumel, Eagle/Vail, Edmonton, Fairbanks, Grand Cayman, Green Bay, Honolulu (resumes ngày 25 tháng 10 năm 2015), Ixtapa/Zihuatanejo, Jackson Hole, Kalispell, Liberia (Costa Rica), Montréal–Trudeau, Manzanillo, Mazatlan, Montego Bay, Nassau, New Orleans, Palm Springs, Pittsburgh, Providence, Puerto Vallarta, Punta Cana, Raleigh/Durham, Rapid City, Reno/Tahoe, Rochester (NY), San Antonio, San José de Costa Rica, San Jose del Cabo, San Juan, St. Maarten, Syracuse, Traverse City, Tucson, Vancouver, Washington–Dulles                                         | 1-C, 1-D, 1-F, 1-G           |
| Delta Connection     | Aberdeen (SD), Alpena, Appleton, Austin, Baltimore, Bemidji, Billings, Bismarck, Bloomington/Normal, Boise, Brainerd, Buffalo, Calgary, Cedar Rapids/Iowa City, Charlotte, Chicago–Midway, Chicago–O'Hare, Cincinnati, Cleveland, Columbus (OH), Dallas/Fort Worth, Dayton, Des Moines, Dickinson, Duluth, Edmonton, Fargo, Fayetteville/Bentonville, Flint, Fort Wayne, Grand Forks, Grand Rapids, Great Falls, Green Bay, Hartford, Helena, Hibbing/Chisholm, Houston–Intercontinental, Indianapolis, International Falls, Iron Mountain, Jacksonville (FL), Kalamazoo, Kalispell, Kansas City, Knoxville, La Crosse, Lansing, Lincoln, Louisville, Madison, Memphis, Milwaukee, Minot, Missoula, Moline/Quad Cities, Montréal–Trudeau, Nashville, New Orleans, New York–JFK, New York–LaGuardia, Newark, Norfolk (ngừng từ 7/4/2015), Oklahoma City, Omaha, Peoria, Philadelphia, Pittsburgh, Raleigh/Durham, Rapid City, Regina, Rhinelander, Richmond, Rochester (MN), Rochester (NY), Saginaw, Salt Lake City, San Antonio, Saskatoon, Sioux Falls, South Bend, St. Louis, Syracuse, Toronto–Pearson, Tri-Cities (WA), Tulsa, Vancouver, Washington–Dulles, Wausau, Wichita, Williston, Winnipeg Theo mùa: Albany, Aspen, Birmingham (AL), Harlingen, Hayden/Steamboat Springs, Idaho Falls, Lexington, Providence, Spokane, Springfield (MO), Traverse City, Washington-National | 1-A, 1-B, 1-C, 1-D, 1-F, 1-G |
| Frontier Airlines    | Sân bay quốc gia Ronald Reagan Washington, Atlanta (bắt đầu từ ngày 30/4/ 2015), Denver, Philadelphia (bắt đầu từ ngày 30/4/ 2015) Theo mùa: Trenton, Washington–Dulles | 1-E                          |
| Great Lakes Airlines | Thief River Falls, Watertown (SD) | 1-B                          |
| Icelandair           | Theo mùa: Sân bay quốc gia Ronald Reagan Washington, Reykjavík-Keflavík | 2-H                          |
| Southwest Airlines   | Sân bay quốc tế Ronald Reagan Washington National Airport, Atlanta, Chicago–Midway, Denver, Kansas City, Milwaukee, Phoenix, St. Louis Theo mùa: Fort Myers, Orlando, Tampa | 2-H                          |
| Spirit Airlines      | Chicago–O'Hare, Dallas/Fort Worth, Las Vegas Theo mùa: Baltimore, Denver, Detroit, Fort Lauderdale, Fort Myers, Houston–Intercontinental, Los Angeles, Orlando, Phoenix, Tampa | 1-E                          |
| Sun Country Airlines | Boston, Cancún, Chicago–Midway, Dallas/Fort Worth, Fort Myers, Lansing, Las Vegas, Los Angeles, New York–JFK, Orlando, San Diego, San Francisco, Seattle/Tacoma, Washington–National Theo mùa: Anchorage, Cozumel, Gulfport/Biloxi (bắt đầu từ ngày 27/8/ 2015), Harlingen, Huatulco, Ixtapa/Zihuatanejo, Laughlin/Bullhead City, Liberia (Costa Rica), Manzanillo, Mazatlán, Miami, Montego Bay, Nassau, Palm Springs, Phoenix, Puerto Vallarta, Punta Cana, St. Maarten, St. Thomas, San José del Cabo, San Juan, Savannah (bắt đầu từ ngày 27/8/2015), Tampa | 2-H                          |
| United Airlines      | Chicago–O'Hare, Denver, Houston–Intercontinental, San Francisco | 1-E                          |
| United Express       | Chicago–O'Hare, Denver, Houston–Intercontinental, Los Angeles, Newark, San Francisco, Washington–Dulles | 1-E                          |
| US Airways           | Charlotte, Philadelphia, Phoenix | 1-E                          |
| US Airways Express   | Charlotte, Philadelphia | 1-E                          |

## Thuê chuyến
| Hãng hàng không                                    | Các điểm đến | Ga-hành lang |
| -------------------------------------------------- | --- | ------------ |
| Apple Vacations vận hành bởi Sun Country Airlines  | Cancún, Cozumel, Huatulco, Ixtapa/Zihuatanejo, Liberia (Costa Rica), Montego Bay, Puerto Vallarta, Punta Cana, San José del Cabo | 2-H          |
| Funjet Vacations vận hành bởi Sun Country Airlines | Cancún, Cozumel, Ixtapa/Zihuatanejo, Liberia (Costa Rica), Montego Bay, Nassau, Puerto Vallarta, Punta Cana, San José del Cabo   | 2-H          |
| Sun Country Airlines                               | Theo mùa: Detroit | 2-H          |
| Total Rewards Air vận hành bởi Republic Airlines   | Atlantic City, Gulfport/Biloxi, Laughlin/Bullhead City, Tunica                                                                   | 1-E          |